# Zinkschapengras
Zinkschapengras (Festuca ovina subsp. guestphalica, synoniemen: Festuca guestfalica, Festuca aquisgranensis) is een vaste plant, die behoort tot de grassenfamilie (Poaceae). De soort komt voor in het zuiden van Nederland, het oosten van België en het westen van Duitsland. Zinkschapengras staat op de Nederlandse Rode lijst van planten als zeer zeldzaam en zeer sterk in aantal afgenomen. Het aantal chromosomen 2n = 28.
De polvormende plant wordt 10-65 cm hoog en heeft blauwgrijze bladeren. De 0,4-0,7 brede wortelbladen en de bladeren van de vegetatieve spruiten zijn stijf ingerold, draadvormig, en hebben van boven één tot drie ribben. De bladeren van de bloeistengel zijn vlak of stijf ingerold. De bladschede is tot bijna onderaan open. Het tongetje is zeer kort.
Zinkschapengras bloeit in mei en juni met een 3-12 cm lange, samengetrokken pluim. De pluim heeft rechtopstaande zijtakken. De aartjes zijn 6-7 mm lang. Het onderste, 4-4,5 mm lange kroonkafje heeft een 0,5-1,2 mm lange kafnaald.
De vrucht is een graanvrucht.

## Ecologie en verspreiding
Zinkschapengras is een ecologische specialist van kalkrotsen en met zink verontreinigde bodems. Het is een zeer zeldzame soort die in Nederland beperkt is tot Zuid-Limburg. De laatste zekere groeiplaats bevindt zich in het Geuldal bij Camerig, nabij de Belgische grens. De sterke achteruitgang van zinkschapengras is niet af te leiden uit de verspreidingskaart. Hoewel het aantal uurhokken gelijk is gebleven, is de actuele verspreiding teruggedrongen tot een aantal molshopen langs het riviertje de Geul. Vroeger kende deze soort een ruimere verspreiding tussen Epen en Mechelen. In het buitenland - Midden- en West-Europa - komen tal van tetraploïde schapengrassen voor die sterk op Zinkschapengras lijken, maar die in kleine kenmerken verschillen van onze planten. Soms gaat het daarbij alleen maar om een verschil in het tijdstip op de dag waarop de helmknoppen opengaan. Door sommige auteurs worden al deze populaties als zelfstandige soorten gezien, maar meer onderzoek is nodig om meer licht te werpen op de achtergronden en de ontstaanswijze van al deze variatie. Voorlopig vatten wij al deze vormen op als één ondersoort.

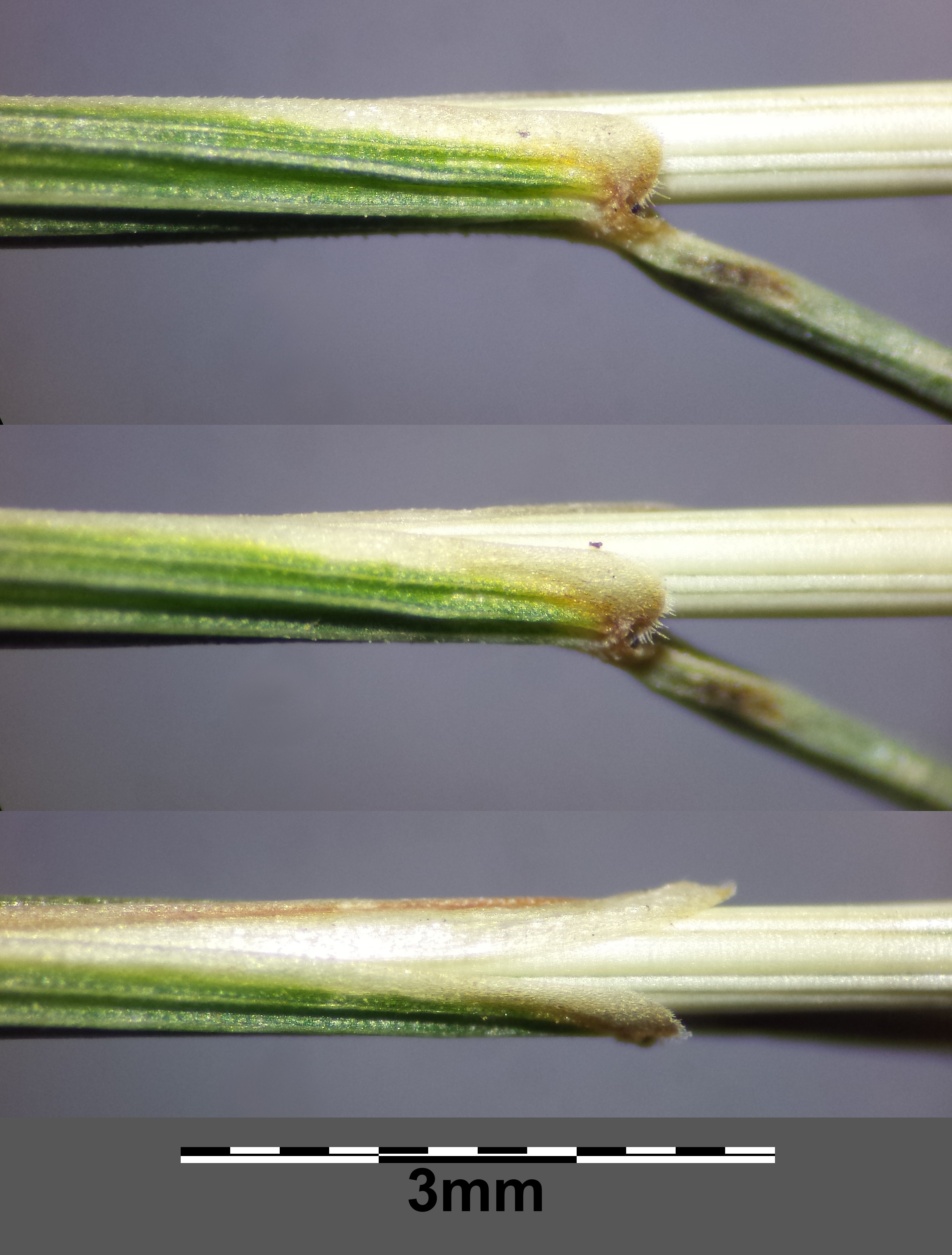
Bladschede
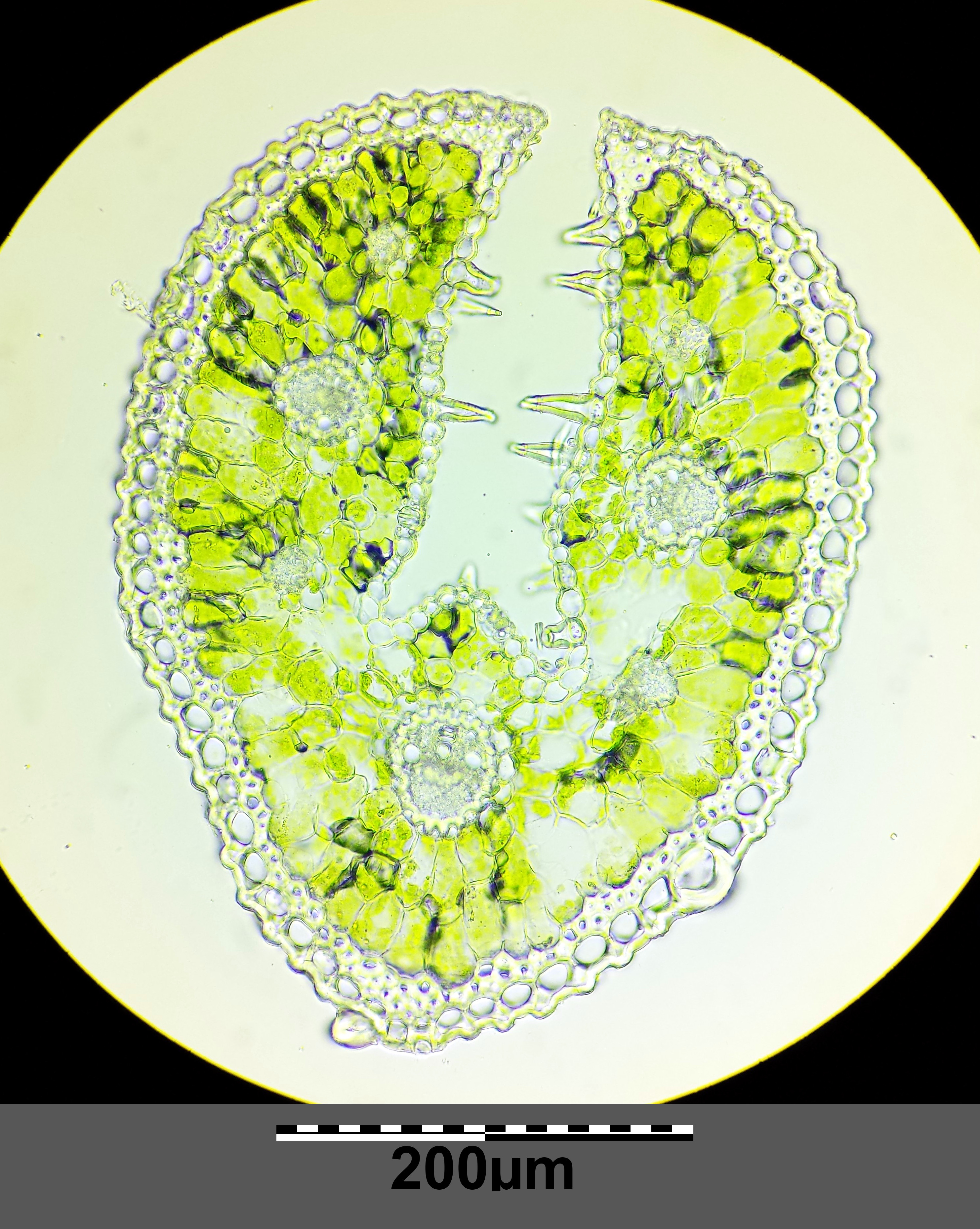
Dwarsdoorsnede blad
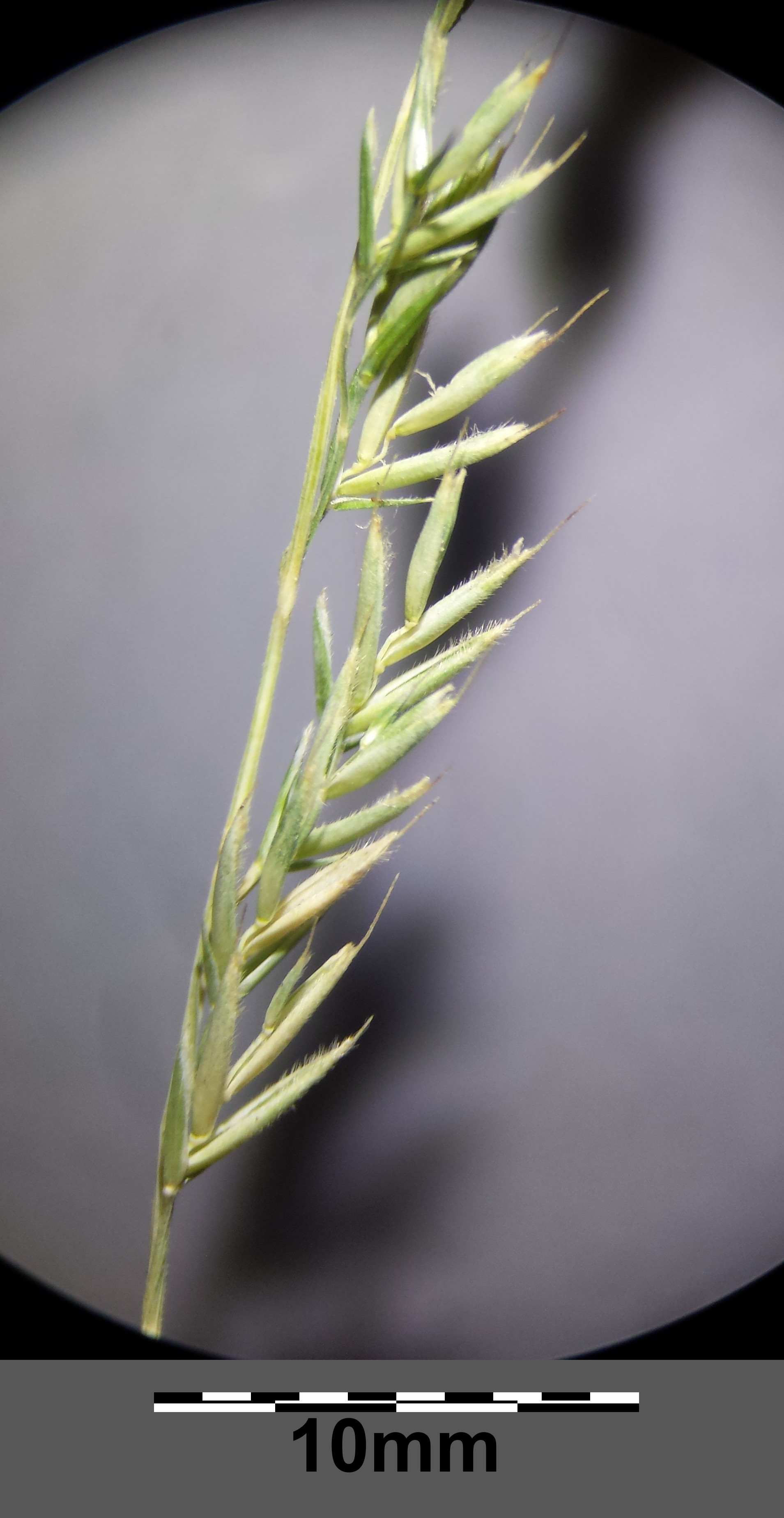
Bloeiwijze
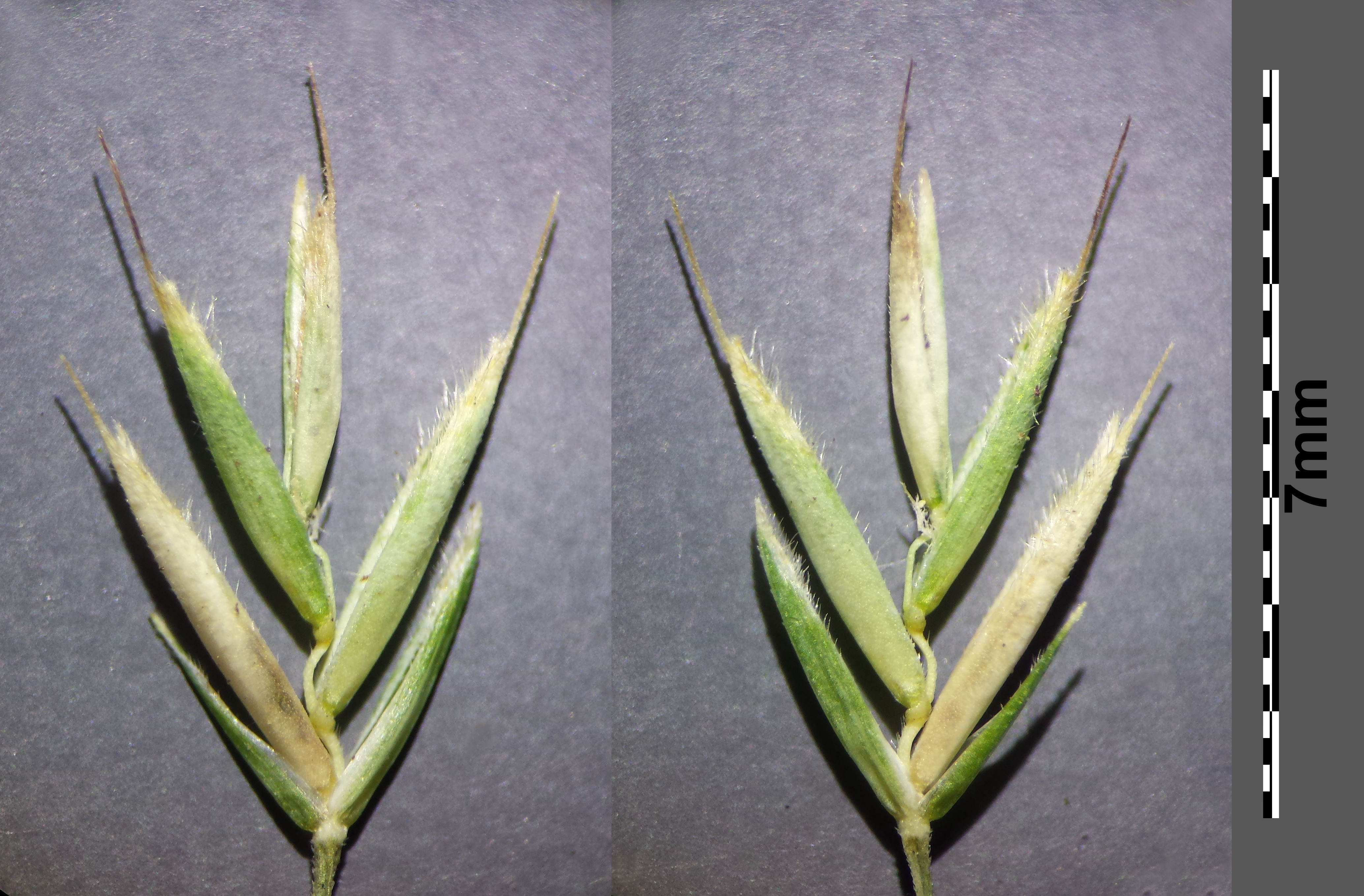
Aartje